# Elaine Miles

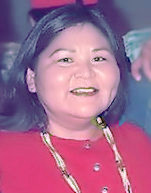
Elaine Miles (2001)

Elaine Miles (* 7. April 1960 in Pendleton, Oregon) ist eine US-amerikanische Schauspielerin, die durch die Verkörperung der indianischen Sprechstundenhilfe Marilyn Whirlwind in der Fernsehserie Ausgerechnet Alaska bekannt wurde.

## Leben
Miles lebte bis zu ihrem dritten Lebensjahr im Umatilla-Indianerreservat im Osten Oregons und stammt von den Cayuse und Nez Percé ab. Die Familie zog später nach Renton in Washington, wo ihr Vater als Techniker für Boeing arbeitete.
In ihrer Kindheit lernte Miles, die „Choppie“ genannt wird, viele traditionelle indianische Fertigkeiten, wie das Geschichtenerzählen, Perlenarbeiten, Töpfern und Weben; sie ist außerdem eine preisgekrönte traditionelle Tänzerin.
Als Jugendliche porträtierte sie während des Sommers Sacajawea in der Fort Vancouver National Historic Site in Vancouver, Washington.
Miles hat einen Sohn namens Dustin.

## Karriere
Als Miles, die bis dahin keinerlei Schauspielerfahrung hatte, ihre Mutter Armenia zu einem Vorsprechen für die Fernsehserie Ausgerechnet Alaska (engl. Northern Exposure) fuhr, wurde ihr stattdessen die Rolle der Marilyn Whirlwind angeboten. In der Serie, die von 1990 bis 1995 produziert wurde und in der fiktiven Stadt „Cicely in Alaska“ spielt, verkörperte sie die indianische Sprechstundenhilfe des Protagonisten Doctor Fleischman.
Miles Mutter spielte stattdessen die Mutter ihrer Serienfigur Marilyn Whirlwind.
Zusammen mit dem übrigen Ensemble wurde sie 1995 für die Screen Actors Guild Awards in der Kategorie „Outstanding Performance by an Ensemble in a Comedy Series“ nominiert.
In der indianischen Gemeinschaft erlangte sie Respekt, da sie nicht nur eine Tlingit-Frau porträtierte, sondern sich auch dafür einsetzte, ihre Figur kulturell korrekt darzustellen. Miles wurde 1993 zur „Native American Woman“ des Jahres gewählt und 1995 wurde sie mit dem First Americans in the Arts Award geehrt, der parallel zur Verleihung der Screen Actors Guild Awards stattfand.
Nach dem Ende von Ausgerechnet Alaska hatte Miles Gastrollen in Fernsehproduktionen sowie in Independent-Filmen wie Tortilla Heaven, Smoke Signals, Skins und The Business of Fancydancing.
Außerdem ging sie mehrfach mit ihrem eigenen Tanz- und Standup-Comedy-Programm auf Tournee und war Zeremonienmeisterin bei diversen Powwows.
Mit ihrem Comedy-Kollegen Drew LaCapa veröffentlichte sie das Übungsvideo RezRobics, das sich mit erhöhter Diabetes mellitus bei amerikanischen Ureinwohnern befasst und traditionellen Powwow-Tanz, Kampfsport sowie Aerobic mit Ernährungsratschlägen verbindet; beide ermutigen dazu, das auch bei YouTube verfügbare Video frei zu kopieren und unter Freunden und Verwandten innerhalb der Indianerreservate zu verbreiten.

## Filmografie
- 1990–1995: Ausgerechnet Alaska (Northern Exposure, Fernsehserie, 106 Folgen)
- 1994: Bill Nye the Science Guy (Fernsehsendung, zwei Folgen)
- 1995: Mad Love – Volle Leidenschaft (Mad Love)
- 1996: The Rez
- 1996: Pandora’s Clock – Killerviren an Bord der 747 (Pandora’s Clock, Miniserie)
- 1998: Tote lügen nicht (Scattering Dad, Fernsehfilm)
- 1998: Smoke Signals
- 2002: The Business of Fancydancing
- 2002: Skins
- 2003: Images of Indians: How Hollywood Stereotyped the Native American (Dokumentation)
- 2007: Tortilla Heaven
- 2008: Fry Bread Babes
- 2009: Wyvern – Die Rückkehr der Drachen (Wyvern, Fernsehfilm)
- 2012: Universal VIP (Kurzfilm)
- 2012: By the Salish Sea (Kurzfilm)
- 2014: Four Quarters
- 2015: Fishing Naked
- 2019: Juanita